# Shane Arana Barrantes
Shane Arana Barrantes (Amsterdam, 5 december 1981) is een Nederlands voetballer van FC Omniworld. Hij speelt als verdediger.
Hij debuteerde op 11 augustus 2006 in de wedstrijd FC Dordrecht - FC Omniworld (3-0).

## Statistieken
| Seizoen                                          | Club         | Competitie     | Wedstrijden | Doelpunten |
| ------------------------------------------------ | ------------ | -------------- | ----------- | ---------- |
| 2006/07                                          | FC Omniworld | Eerste divisie | 5           | 1          |
| 2007/08                                          | FC Omniworld | Eerste divisie | 32          | 0          |
| 2008/09                                          | FC Omniworld | Eerste divisie | 22          | 0          |
| Totaal                                           | Totaal       | Totaal         | 59          | 1          |
| Tabel voor het laatst bijgewerkt op 2 juni 2009. |              |                |             |            |